# Erik Gnupsson
Erik Gnupsson o Eiríkr Gnúpsson, també conegut com a Henricus (finals s. XI - començament s. XII) va néixer a Islàndia, es va convertir en clergue i més tard va ser nomenat Bisbe de Groenlàndia, amb seu a Garðar. Ha estat considerat com el primer bisbe d'Amèrica. Va ser nomenat durant el papat del pontífex Pasqual II (1099-1118), gairebé quatre segles abans del primer viatge de Colom a l'Atlàntic. Gnupsson va rebre la província de Groenlàndia i Vinland, es creu que aquesta última es referia al que és ara Terranova.
Erik va ser actiu en la conversió dels nadius de Groenlàndia, i va ser el primer bisbe que va exercir la seva jurisdicció a Amèrica. Tan aviat com els noruecs de Thorwald van començar a formar assentaments a Vinland, Erik va seguir als seus compatriotes de Groenlàndia al recentment descobert continent. Aquí va treballar entre els indígenes durant alguns anys.
Va tornar a Noruega el 1120, va donar compte de l'evolució de la religió a Vinland i Groenlàndia, i va aconsellar l'establiment d'un bisbat a les noves colònies. El bisbe d'Escandinàvia va erigir la nova seu episcopal de Garðar a Groenlàndia, i va recomanar Erik com a bisbe. Va ser consagrat a Lund, a Dinamarca, el 1121, per l'arquebisbe Adzar, i va marxar cap a Garðar amb un cos de missioners, però després d'una breu estada, va visitar la nova colònia de Vinland. Més tard va dimitir com a bisbe perquè pogués treballar com a simple missioner.